# Sonic & All-Stars Racing Transformed
Sonic & All Stars Racing Transformed è un videogioco di corse sviluppato da Sumo Digital della serie Sonic the Hedgehog. Si tratta di un sequel di Sonic & Sega All-Stars Racing. Il gioco è stato pubblicato da SEGA per le piattaforme Nintendo 3DS, Wii U, PlayStation 3, PlayStation Vita e Xbox 360 il 16 novembre 2012, per PC è uscito il 31 gennaio 2013, mentre per iOS il 2 gennaio 2014. 
Nel 2016 la versione Xbox 360 è disponibile su Xbox Live per Xbox One come contenuto retrocompatibile.

## Modalità di gioco
Il primo episodio della serie era un racing game arcade di stampo classico, basato sulle IP di Sega con bonus, power-up e armi in quantità, nella più classica tradizione per quanto riguarda i titoli di kart. Lo differenziava rispetto alla concorrenza la presenza di veicoli particolari e fuori dagli schemi, accoppiati ad un sistema di guida che faceva ampio uso di un tasto deputato alla derapata.
Transformed parte da queste basi per evolvere dalla semplice guida su strada, aprendo i propri tracciati al volo aereo e alla navigazione sull'acqua, introducendo appositamente dei veicoli trasformabili che possono quindi adattarsi ad differenti tipologie di superfici e piste.
Sempre nell'ottica dell'espansione dell'offerta sono stati aggiunti numerosi personaggi tra i quali scegliere per la propria carriera di pilota: nella demo erano quindi presenti un redivivo Joe Musashi e Gillius, il nano in tunica verde di Golden Axe, affiancato da tutta la schiera di ritorni dal primo episodio, tra i quali Beat, in grande spolvero per l'annunciata riedizione per Vita di Jet Set Radio o il sempre prestante B.D. Joe da Crazy Taxi, e Ralph dal film della Disney Ralph Spaccatutto.
Ogni personaggio, quindi, è legato ad un gioco del presente o del passato di Sega, e quindi ad ogni IP specifica sarà dedicato un tracciato, molto più articolato rispetto al passato in quanto includerà sezioni di guida a terra, in acqua e in volo, con l'opportunità di cambiare giro dopo giro, forzando quindi i piloti ad adattarsi alle varie condizioni.

## Pubblicazione
Il 30 aprile 2012 è stato pubblicato il trailer ufficiale.

## Eventi
Durante la modalità Tour, ci sono diversi tipi di sfide da affrontare:
- Gara: Dieci corridori si sfidano in una normale corsa formata da tre giri. Vince chi arriva primo al traguardo.
- Sfida turbo: Il giocatore deve attraversare un numero quantitativo di checkpoint prima dello scadere del tempo. È necessario utilizzare i pannelli acceleratori per bloccare il tempo per una manciata di secondi. È possibile effettuare delle acrobazie per accumulare del turbo extra.
- Versus: Il giocatore avrà a disposizione un tempo di 60 secondi per superare l'avversario, si può dichiarare subito concluso il round non appena il giocatore avrà distanziato abbastanza l'avversario. Terminato il primo round, bisogna ripetere lo stesso procedimento per i successivi, finché la sfida sarà conclusa.
- Gara tra gli anelli: L'obiettivo è attraversare in volo tutti gli anelli prima dello scadere del tempo. I checkpoint daranno del tempo extra. A ogni 5 anelli sorpassati si avrà del turbo extra, ad ogni anello mancato vengono tolti 2 secondi in meno.
- Gara turbo: Evento simile alla Gara normale, con la differenza però che non è consentito l'uso di armi, ma solo l'utilizzo dei pannelli acceleratori disseminati lungo il percorso. Vince chi arriva primo al traguardo.
- Sprint: Il giocatore deve battere il record prestabilito del giro, avendo a disposizione solo tre tentativi per completare la sfida.
- Sfida derapata: Evento in solitaria. Lungo il percorso sono presenti diverse sezioni di drift, il giocatore deve eseguire diverse derapate restando perfettamente sula traiettoria tracciata per guadagnare del tempo extra. L'obiettivo è superare tutti i checkpoint prima dello scadere del tempo.
- Attacco al traffico: Il giocatore deve attraversare con massima cautela un intero ingorgo di macchine. I checkpoint sono contrassegnati da un segmento con due auto verdi agli estremi. A ogni checkpoint superato si accumula del tempo extra.
- Gara battaglia: Cinque corridori hanno a disposizione tre vite, e si devono servire delle armi per colpirsi a vicenda. Chi perde tutte e tre le vite è eliminato.
- Inseguimento: L'obiettivo è distruggere un carro armato gigante utilizzando dei missili situati lungo il percorso, senza mai farsi colpire.

Per ogni evento completato, il giocatore guadagna un numero di stelle a seconda della difficoltà selezionata, e sono fondamentali per proseguire la storia:
- 1 stella = Facile, Classe C;
- 2 stelle = Medio, Classe B;
- 3 stelle = Difficile, Classe A;
- 4 stelle = Esperto, Classe S (questa difficoltà è disponibile solo dopo aver completato i primi cinque tour mondiali).

## Circuiti
| Coppa            | Circuito              | Origine                              |
| ---------------- | --------------------- | ------------------------------------ |
| Coppa Dragon     | Vista sull'oceano     | Sonic the Hedgehog                   |
| Coppa Dragon     | Samba Studios         | Samba de Amigo                       |
| Coppa Dragon     | Portaerei             | After Burner                         |
| Coppa Dragon     | Canyon del dragone    | Panzer Dragoon                       |
| Coppa dei Pirati | Tempio in subbuglio   | Super Monkey Ball                    |
| Coppa dei Pirati | Sfilata Stellare      | Sonic the Hedgehog                   |
| Coppa dei Pirati | Stagioni Variabili    | Shinobi                              |
| Coppa dei Pirati | Base dei Pirati       | Skies of Arcadia                     |
| Coppa Emerald    | Valle Incantata       | NIGHTS                               |
| Coppa Emerald    | Gelido Castello       | Billy Hatcher and the Giant Egg      |
| Coppa Emerald    | Città di Graffiti     | Jet Set Radio                        |
| Coppa Emerald    | Santuario Pericolante | Sonic the Hedgehog                   |
| Coppa Arcade     | Concerto al Cimitero  | Curien Mansion                       |
| Coppa Arcade     | Covo di Adder         | Golden Axe                           |
| Coppa Arcade     | Abissi in Fiamme      | Burning Rangers                      |
| Coppa Arcade     | Gara AGES             | Sonic & All-Stars Racing Transformed |
| Coppa Classica   | Tour Celeste          | Samba de Amigo                       |
| Coppa Classica   | Quartiere Shibuya     | Jet Set Radio Future                 |
| Coppa Classica   | Via delle Roulette    | Sonic the Hedgehog                   |
| Coppa Classica   | Hangar Death Egg      | Sonic the Hedgehog                   |
| DLC              | Baia Outrun           | Outrun                               |

## Personaggi
I seguenti personaggi sono stati confermati:
| Personaggio                                                         | Origine                    |
| ------------------------------------------------------------------- | -------------------------- |
| Sonic the Hedgehog                                                  | Sonic the Hedgehog         |
| Miles "Tails" Prower                                                | Sonic the Hedgehog         |
| Knuckles the Echidna                                                | Sonic the Hedgehog         |
| Amy Rose                                                            | Sonic the Hedgehog         |
| Dr. Eggman                                                          | Sonic the Hedgehog         |
| Shadow the Hedgehog                                                 | Sonic the Hedgehog         |
| Metal Sonic (DLC)                                                   | Sonic the Hedgehog         |
| AiAi                                                                | Super Monkey Ball          |
| MeeMee                                                              | Super Monkey Ball          |
| Amigo                                                               | Samba de Amigo             |
| Beat                                                                | Jet Set Radio              |
| Gum                                                                 | Jet Set Radio              |
| B.D. Joe                                                            | Crazy Taxi                 |
| Gilius Thunderhead                                                  | Golden Axe                 |
| Vyse                                                                | Skies of Arcadia           |
| Joe Musashi                                                         | Shinobi                    |
| Ulala                                                               | Space Channel 5            |
| Pudding                                                             | Space Channel 5            |
| NiGHTS                                                              | Nights into Dreams...      |
| Reala                                                               | Nights into Dreams...      |
| Ralph Spaccatutto                                                   | Ralph Spaccatutto          |
| Danica Patrick                                                      | Stewart-Haas Racing        |
| Alex Kidd (disponibile gratuitamente dal 25/12/2012)                | Alex Kidd in Miracle World |
| Spy, Heavy and Pyro (personaggi esclusivi PC del gioco)             | Team Fortress 2            |
| Shogun (personaggio esclusivo PC del gioco)                         | Shogun: Total War          |
| Football Manager (personaggio esclusivo PC del gioco)               | Football Manager 2012      |
| General Winter (personaggio esclusivo PC del gioco)                 | Company of Heroes 2        |
| Willemus (personaggio esclusivo PC del gioco)                       | Company of Heroes 2        |
| Ryo Hazuki (personaggio esclusivo PC, Android e iOS del gioco, DLC) | Shenmue                    |
| Yogcast (personaggio esclusivo PC del gioco, DLC)                   | The Yogcast                |
| AGES                                                                | Daytona USA After Burner   |
| Avatar (personaggio esclusiva Xbox 360 del gioco)                   |                            |
| Mii (personaggio esclusiva Wii U del gioco)                         |                            |

## Accoglienza
Brady Langmann, Dom Nero e Cameron Sherrill di Esquire lo classificarono come l'ottavo migliore gioco della serie.